# Sveta
Sveta (makedonska: Света) är en ort i Nordmakedonien. Den ligger i kommunen Demir Hisar, i den sydvästra delen av landet, 80 kilometer söder om huvudstaden Skopje. Sveta ligger 687 meter över havet och antalet invånare är 590.